# Domenico Guargena
Domenico Guargena, Ordensname Feliciano da Messina, (* 1610 in Messina; † 13. November 1663 ebenda) war Kapuziner und Maler auf Sizilien.

## Leben
Domenico Guargena erhielt seine künstlerische Ausbildung vom flämischen Maler Abraham Casembroot in Messina, wo er Mitschüler von Filippo Giannetto und Andrea Suppa war. Wann er den Kapuzinern beitrat, ist unbekannt. Er verbrachte einige Zeit in Bologna, dann in Venedig und schließlich in Rom, wo er sich die Malweise von Guido Reni aneignete. Auf Sizilien arbeitete er meist in Ordenskirchen der Kapuziner. Wegen seiner an Reni geschulten klassischen Malweise nannte man ihn auch Cappuccini di Raffaello („kapuzinischer Raffael“).

## Werke
- Chiesa dei Cappuccini (Barcellona Pozzo di Gotto): Heilige Familie und hl. Felix
- Kathedrale (Barcellona): Heilige Familie
- Santuario di Gibilmanna: ein Polyptychon